# Opération Jedburgh
Pour les articles homonymes, voir Jedburgh.
Jedburgh est une opération menée par les forces alliées pendant la Seconde Guerre mondiale, qui avait pour objectif de coordonner l'action des maquis avec les plans généraux du Supreme Headquarters Allied Expeditionary Force et d'équiper les résistants, en France et aux Pays-Bas, en vue d’immobiliser les forces de l'Axe loin des côtes au moment du débarquement de Normandie.
Des hommes du Special Operations Executive (SOE/SO) britannique, de l’Office of Strategic Services (OSS/SO) américain, du Bureau central de renseignements et d’action (DGSS en réalité, via son service action) de la France libre et des commandos Hollandais, Belges ainsi qu'un Canadien ont été parachutés, par équipes de trois (une équipe de deux et une de quatre), derrière les lignes allemandes, en vue de conduire, en uniforme, des actions de sabotage et de guérilla contre les Allemands, et de diriger l'action des maquisards en se chargeant de leur instruction, leur armement et leur formation. Ces commandos Jedburghs sont les premières forces spéciales (Ils arboraient le badge "special forces") contemporaines.
Un article détaillé donne à la fois la liste alphabétique des équipes et leur composition. Sur 279 membres des équipes Jedburgh, vingt-et-un moururent en opération.

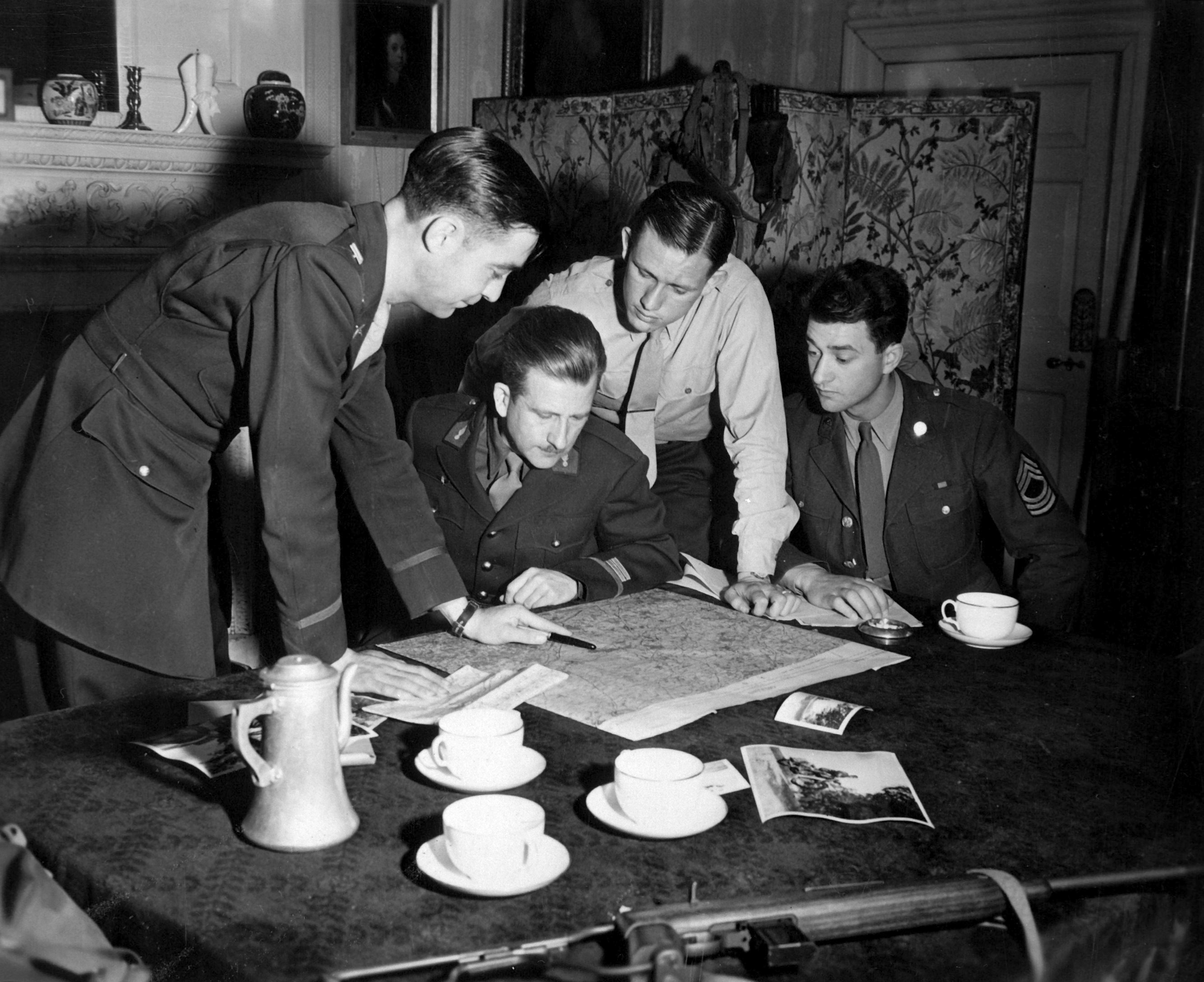
Les Jedburghs prennent les instructions.

## Origine du nom
Le premier nom de code de l'opération est Jumper. En juillet 1942, l'opération est rebaptisée Jedburgh. Sur les raisons du choix de ce nom, les historiens signalent deux hypothèses :
- Jedburgh ferait référence à la ville d'Écosse de ce nom, située dans la région des Scottish Borders, au sud d'Édimbourg, où les Écossais menèrent au XIIe siècle des opérations de guérilla contre les envahisseurs anglais. Cette hypothèse est la plus couramment énoncée.
- Jedburgh ferait référence à un village d'Afrique du Sud où les Britanniques, durant la seconde guerre des Boers (1899-1902), auraient infiltré secrètement des troupes derrière les lignes ennemies. Cette hypothèse est celle donnée par Fabrizio Calvi, à partir d'entretiens avec Albert de Schonen et Paul Aussaresses[1]. Dans ses mémoires (Pour la France -Services spéciaux 1942-1954, p. 107), Aussaresses ne cite cependant que la première hypothèse.

## Entraînement des hommes

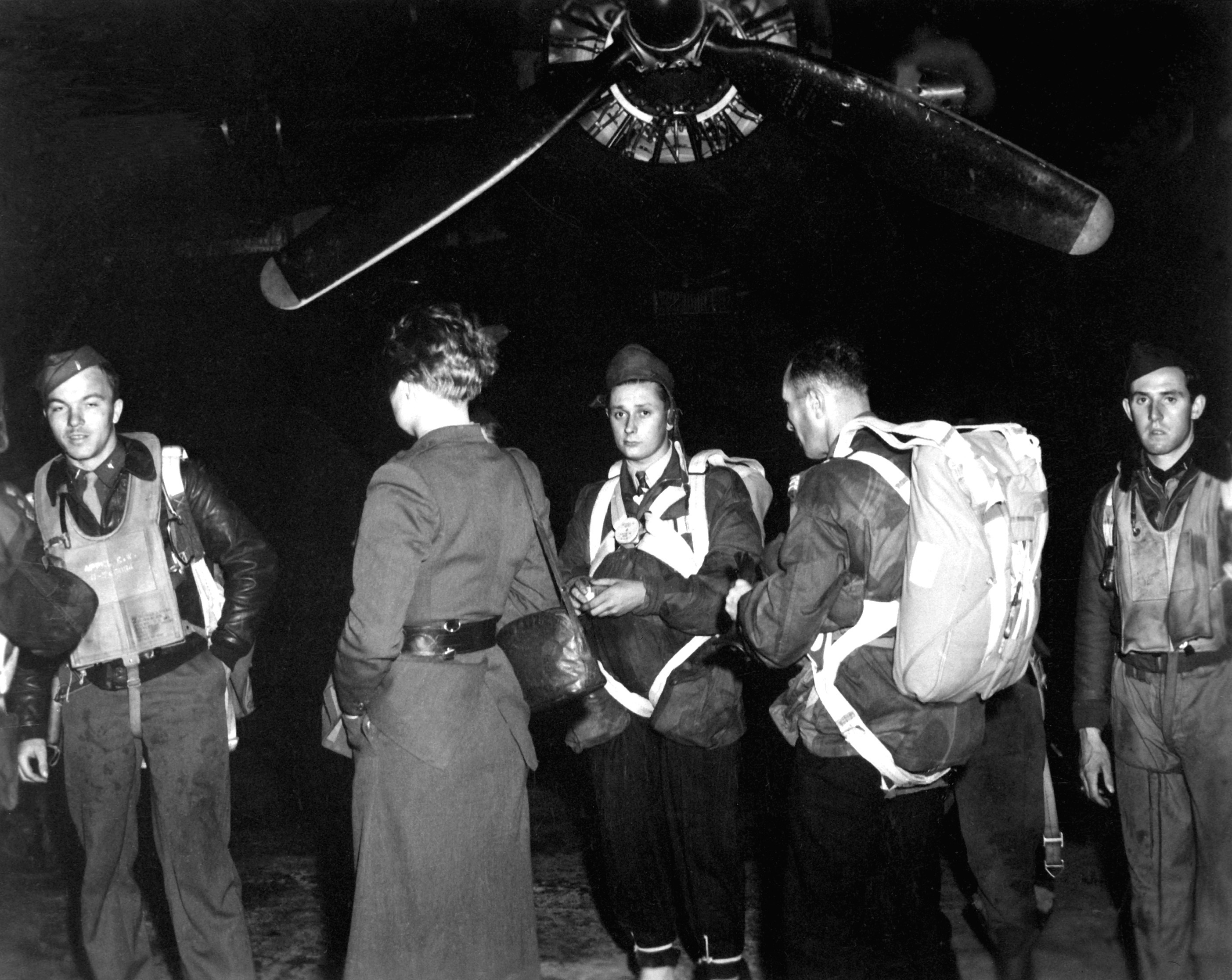
Jedburghs avant un saut d'entrainement.

Les équipes (teams) Jedburghs sont entraînées d’avril à décembre 1944 au camp de Milton Hall (Jedburgh Training School, nom de code Military Establishment 25 ou ME 65), dans le comté de Cambridge (Angleterre).
Ce camp est dirigé par le lieutenant-colonel d'artillerie George Richard Musgrave. Cet officier a combattu au Somaliland en avril-mai 1941 sous les ordres du colonel Orde Charles Wingate. En 1945, il dirige le camp ME 25 de la Force 136 du SOE en Asie du Sud-Est implanté à Colombo (Ceylan, maintenant Sri-Lanka).
Ils reçoivent une formation intensive à Henley-on-Thames et subissent des tests psychologiques, un entraînement physique important et des entraînements au tir et au combat.

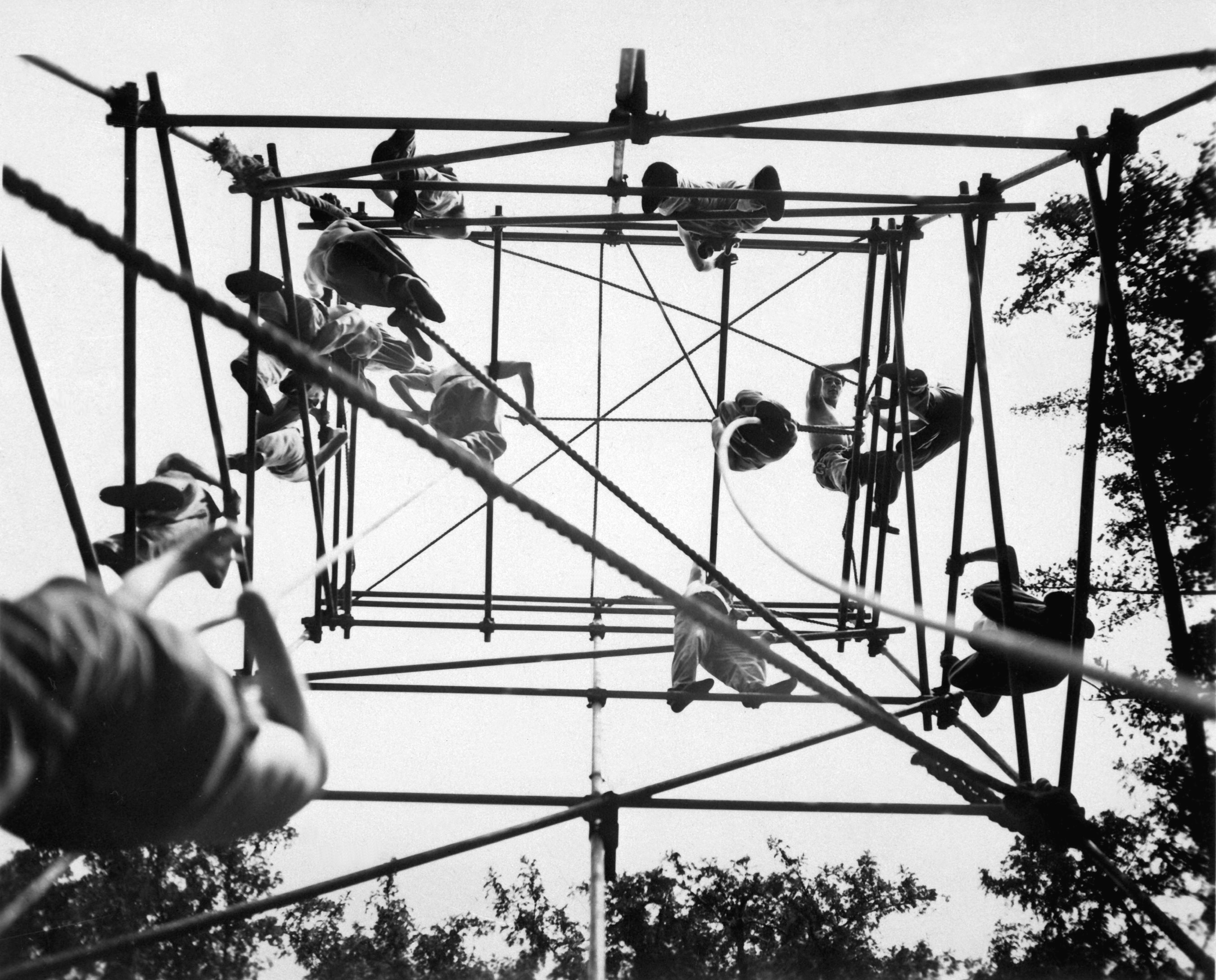
Entrainement des Jedburghs vers 1944.

## Description de l'opération
Les équipes parachutées derrière les lignes ennemies opèrent en uniforme avec un officier appartenant aux pays d'accueil (français, néerlandais). Elles sont parachutées dans des zones prises en charge par le Special Operations Executive, à plus de soixante kilomètres en arrière des lignes pour agir et disposer de transmissions avec les états-majors ou avec Londres.
Le plus souvent, une équipe interalliée Jedburgh est composée d’un officier français, d'un officier américain ou britannique, et d'un opérateur radio.
L'opérateur radio assure le contact entre maquis et centrale de Londres, d'une part, et troupes régulières amies d'invasion approchant des zones de maquis, d'autre part. Le seul contact des radios avec l'extérieur est la Station Charles, dont les opérateurs sont formés aux changements de fréquences et aux prises de contact et d'appel. Deux contacts quotidiens sont permis ; les heures de contact sont fixes, mais les fréquences peuvent varier. La Station Charles assure la liaison avec 64 équipes Jedburgh et 24 stations mobiles régulières au nord de la Loire en juillet 1944.
Entre juin et septembre 1944, 279 Jedburghs, répartis en 94 équipes (teams) de 3 (format le plus fréquent) sautent sur la France et les Pays-Bas à partir de bases d’Angleterre et d’Afrique du Nord. Parmi eux, il y a 114 Français, souvent de la France Libre. Paul Aussaresses, Jean Sassi, Jean Larrieu et Michel de Bourbon-Parme ont été des « Jeds ».
On compte :
- 66 sous-officiers américains de l'Office of Strategic Services ;
- 14 radios français.

## Efficacité

### En Normandie et en Bretagne
Les opérations Jedburgh couplées avec les actions des SAS (britanniques en Normandie, français libres en Bretagne) ont permis de désorganiser, bloquer la riposte allemande avec l'aide de la résistance dans ces deux régions lors du Débarquement de Normandie.

### En Provence
Les équipes Jedburgh ont permis la libération de villes françaises comme Guillestre et Briançon. Cela a permis aux forces alliées débarquées en Provence de foncer jusque dans l'est, prendre l'Armée allemande en étau et gagner des semaines pour la libération des régions rencontrées.

## Suite
Après leur action en France et aux Pays-Bas, certains membres des équipes Jedburgh accomplissent des missions de même nature en Norvège, en Italie, en Birmanie, en Malaisie, à Bornéo, aux Indes orientales néerlandaises, en Chine et en Indochine, .

## Personnalités ayant été membres
- Michel de Bourbon-Parme, alias Bourdon (OSS), équipe Quinine, sous-lieutenant
- Jean Sassi, alias Nicole (BCRA), alias Latimer (SFHQ), équipe Chloroform, sous-lieutenant
- Paul Aussaresses, alias Soual (BCRA), alias Bazin (SFHQ), équipe Chrysler, sous-lieutenant